# إدواردو بون
إدواردو بون هو لاعب كرة قدم إكوادوري، ولد في 22 فبراير 1990 في إسمرالداس في الإكوادور. شارك مع منتخب الإكوادور تحت 20 سنة لكرة القدم. أما مع النوادي، فقد لعب مع إل. دي. يو. كيتو.